# 2020年香港週末電影票房冠軍列表
以下列表為2020年香港週末的電影票房冠軍。
| 週數 | 日期（2020年）     | 片名                           | 週末票房（港元） | 累積票房（港元） | 備註   |
| ---- | ------------------ | ------------------------------ | ---------------- | ---------------- | ------ |
| 1    | 1月2日－1月5日     | 《白頭山：半島浩劫》           | $783萬           | 1211萬           |        |
| 2    | 1月9日－1月12日    | 《1917》                       | $442萬           | $553萬           |        |
| 3    | 1月16日－1月19日   | 《1917》                       | $464萬           | $1018萬          |        |
| 4    | 1月23日－1月26日   | 《怪醫D老篤》                  | $589萬           | $900萬           |        |
| 5    | 1月30日－2月2日    | 《乜代宗師》                   | $1108萬          | $2763萬          |        |
| 6    | 2月6日－2月9日     | 《猛禽暴隊：解瘋小丑女》       | $603萬           | $603萬           |        |
| 7    | 2月13日－2月16日   | 《謎·離島》                    | $163萬           | $163萬           |        |
| 8    | 2月20日－2月23日   | 《超音鼠大電影》               | $129萬           | $129萬           |        |
| 9    | 2月27日－3月1日    | 《隱形客》                     | $202萬           | $202萬           |        |
| 10   | 3月5日－3月8日     | 《極地守護犬》                 | $228萬           | $228萬           | [ 1 ]  |
| 11   | 3月12日－3月15日   | 《極地守護犬》                 | $164萬           | $392萬           |        |
| 12   | 3月19日－3月22日   | 《惡獵遊戲》                   | $120萬           | $120萬           |        |
| 13   | 3月26日－3月29日   | 《血衛》                       | $102萬           | $102萬           |        |
| 14   | 4月2日－4月5日     | 不適用                         | 不適用           | 不適用           | [ 2 ]  |
| 15   | 4月9日－4月12日    | 不適用                         | 不適用           | 不適用           | [ 3 ]  |
| 16   | 4月16日－4月19日   | 不適用                         | 不適用           | 不適用           |        |
| 17   | 4月23日－4月26日   | 不適用                         | 不適用           | 不適用           | [ 4 ]  |
| 18   | 4月30日－5月3日    | 不適用                         | 不適用           | 不適用           |        |
| 19   | 5月7日－5月10日    | 不適用                         | 不適用           | 不適用           |        |
| 20   | 5月14日－5月17日   | 《數碼暴龍 LAST EVOLUTION 絆》 | $139萬           | $139萬           |        |
| 21   | 5月21日－5月24日   | 《數碼暴龍 LAST EVOLUTION 絆》 | $556萬           | $556萬           |        |
| 22   | 5月28日－5月31日   | 《數碼暴龍 LAST EVOLUTION 絆》 | $454萬           | $1010萬          |        |
| 23   | 6月4日－6月7日     | 《數碼暴龍 LAST EVOLUTION 絆》 | $166萬           | $1177萬          |        |
| 24   | 6月11日－6月14日   | 《金都》                       | $119萬           | $146萬           |        |
| 25   | 6月18日－6月21日   | 《1/2的魔法》                  | $247萬           | $305萬           |        |
| 26   | 6月25日－6月28日   | 《1/2的魔法》                  | $301萬           | $606萬           |        |
| 27   | 7月2日－7月5日     | 《死因無可疑》                 | $288萬           | $577萬           |        |
| 28   | 7月9日－7月12日    | 《幻愛》                       | $532萬           | $773萬           |        |
| 29   | 7月16日－7月19日   | 《幻愛》                       | $108萬           | $881萬           |        |
| 30   | 7月23日－7月26日   | 不適用                         | 不適用           | 不適用           | [ 5 ]  |
| 31   | 7月30日－8月2日    | 不適用                         | 不適用           | 不適用           | [ 6 ]  |
| 32   | 8月6日－8月9日     | 不適用                         | 不適用           | 不適用           | [ 7 ]  |
| 33   | 8月13日－8月16日   | 不適用                         | 不適用           | 不適用           | [ 8 ]  |
| 34   | 8月20日－8月23日   | 不適用                         | 不適用           | 不適用           | [ 9 ]  |
| 35   | 8月27日－8月30日   | 不適用                         | 不適用           | 不適用           |        |
| 36   | 9月3日－9月6日     | 《屍速列車：感染半島》         | $613萬           | $1371萬          |        |
| 37   | 9月10日－9月13日   | 《TENET天能》                  | $1490萬          | $1490萬          |        |
| 38   | 9月17日－9月20日   | 《TENET天能》                  | $1683萬          | $3174萬          |        |
| 39   | 9月24日－9月27日   | 《TENET天能》                  | $926萬           | $4100萬          |        |
| 40   | 10月1日－10月4日   | 《TENET天能》                  | $737萬           | $4837萬          |        |
| 41   | 10月8日－10月11日  | 《TENET天能》                  | $263萬           | $5107萬          |        |
| 42   | 10月15日－10月18日 | 《TENET天能》                  | $162萬           | $5270萬          |        |
| 43   | 10月22日－10月25日 | 《奪冠》                       | $104萬           | $516萬           |        |
| 44   | 10月29日－11月1日  | 《女巫們》                     | $239萬           | $239萬           |        |
| 45   | 11月5日－11月8日   | 《女巫們》                     | $199萬           | $438萬           |        |
| 46   | 11月12日－11月15日 | 《鬼滅之刃劇場版 無限列車篇》  | $1406萬          | $1406萬          |        |
| 47   | 11月19日－11月22日 | 《鬼滅之刃劇場版 無限列車篇》  | $963萬           | $2370萬          |        |
| 48   | 11月26日－11月29日 | 《鬼滅之刃劇場版 無限列車篇》  | $456萬           | $2826萬          |        |
| 49   | 12月3日－12月6日   | 《鬼滅之刃劇場版 無限列車篇》  | $84萬            | $2910萬          | [ 10 ] |
| 50   | 12月10日－12月13日 | 不適用                         | 不適用           | 不適用           | [ 10 ] |
| 51   | 12月17日－12月20日 | 不適用                         | 不適用           | 不適用           | [ 10 ] |
| 52   | 12月24日－12月27日 | 不適用                         | 不適用           | 不適用           | [ 10 ] |
| 53   | 12月31日－1月3日   | 不適用                         | 不適用           | 不適用           | [ 10 ] |

## 外部連結
- .   [2020-03-11]. （原始内容存档于2020-02-17）.

## 另見
- 香港電影列表